# Pablo Arias Echeverría
Pablo Arias Echeverría (Madrid, 30 de juny de 1970) és un polític espanyol, diputat al Parlament Europeu pel Partit Popular.
El 1993 es diplomà en màrqueting i va obtenir un màster en gestió i direcció d'empreses a l'Escola Internacional de Direcció Empresarial de Madrid. De 2008 a 2009 estudià lideratge per a la gestió pública a l'IESE de Madrid. També col·labora amb la fundació FAES.
S'inicià en política treballant de 2000 a 2002 com a assistent d'Alejandro Agag quan era secretari executiu de la Internacional Demòcrata de Centre (IDC), càrrec que deixà per a treballar com a ajudant del president del govern d'Espanya José María Aznar de 2002 a 2004 i com a màxim responsable de l'oficina de l'expresident Aznar des de 2004. A les eleccions al Parlament Europeu de 2009 fou elegit diputat. És membre de la Comissió de Mercat Interior i Protecció del Consumidor i de la Delegació en la Comissió Parlamentària de Cooperació UE-Rússia.